# Friso van Oranje-Nassau van Amsberg

Prins Friso's monogram.

Johan Friso Bernhard Christiaan David, Prins van Oranje-Nassau, graaf van Oranje-Nassau, jonkheer van Amsberg (Utrecht, 25 september 1968 – Den Haag, 12 augustus 2013) was het tweede kind van prinses Beatrix en prins Claus. Daarmee was hij bij zijn geboorte derde in de lijn om zijn grootmoeder koningin Juliana op te volgen als staatshoofd van het Koninkrijk der Nederlanden.
Friso was zijn roepnaam. Desondanks stond hij tot 2004 in de media bekend als Johan Friso. Dat jaar liet hij in een officiële verklaring weten in het vervolg Friso genoemd te willen worden.
De prins werd officieel aangeduid als Zijne Koninklijke Hoogheid prins Friso van Oranje-Nassau, met prins van Oranje-Nassau als persoonlijke titel.

## Jeugd
Friso werd geboren in het Academisch Ziekenhuis Utrecht. De toenmalige 'hofpredikant' Henk Kater doopte hem op 28 december 1968 in de Dom van Utrecht. Zijn peetouders waren zijn maternale grootmoeder koningin Juliana, prins Harald van Noorwegen, Herman van Roijen, Johan Christian Freiherr von Jenisch en Christina von Amsberg, een jongere zus van zijn vader.
Zijn jeugdjaren bracht hij tot 1981 met zijn ouders en twee broers door op kasteel Drakensteyn in Lage Vuursche. "Je mag Alex wel in elkaar slaan, maar niet doodslaan, want dan moet ik koning worden", is een bekende uitspraak van hem uit zijn kindertijd over zijn broer Willem-Alexander en zijn afkeer van het koningschap.

## Opleiding
De prins doorliep de lagere school op de Nieuwe Baarnsche School. Daarna ging hij naar Het Baarnsch Lyceum in Baarn dat hij in 1981 inruilde voor het Eerste Vrijzinnig Christelijk Lyceum in Den Haag, waar hij in 1986 zijn vwo-diploma behaalde. Van 1986 tot en met 1988 volgde hij de studie Mechanical Engineering aan het College of Engineering van de Universiteit van Californië - Berkeley, die hij met succes afrondde. Voor de militaire dienstplicht werd hij wegens astma afgekeurd.
Van 1988 tot 1994 studeerde hij luchtvaart- en ruimtevaarttechniek aan de Technische Universiteit Delft, waar hij bij professor Smit zijn ingenieurstitel behaalde. Hij liep stage bij de Amerikaanse vliegtuigfabrikant McDonnell Douglas.
Vanaf 1990 studeerde hij tevens bedrijfseconomie aan de Erasmus Universiteit Rotterdam. In 1995 slaagde hij hier voor zijn doctoraalexamen. Door het behalen van drie universitaire diploma's begon men hem in de media 'prins bolleboos' te noemen.
Om voorbereid te zijn op een eventueel koningschap volgde hij privélessen in onder andere parlementaire geschiedenis en Nederlands Recht.

## Carrière
Friso werkte vanaf 1995 als fellow consultant bij McKinsey & Company in Amsterdam. In 1996 stopte hij bij dit bedrijf. In 1997 volgde de prins een postdoctorale opleiding aan het INSEAD te Fontainebleau in Frankrijk, waar hij zijn Master of Business Administration behaalde.
Na voltooiing van deze studie kreeg Friso in 1998 een baan aangeboden bij de zakenbank Goldman Sachs International in Londen, waar hij Friso Vanoranje heette. In april 2003 nam hij er ontslag als vicepresident investment banking. Per 1 maart 2004 werd hij parttime mededirecteur van TNO Space te Delft.
Friso was betrokken bij innovatieve ondernemingen op het gebied van duurzame energie, medische diensten, duurzame voedsel & landbouw, en technologie, onder andere bij Rabo Ventures. Friso was medeoprichter van het MRI Centrum in Amsterdam, een commerciële medische instelling met meerdere locaties die zich focust op het maken van scans. De prins was tevens medeoprichter en aandeelhouder van de luchtvaartmaatschappij Wizz Air, een prijsvechter met voornamelijk Oost-Europese bestemmingen. Daarnaast had de prins enkele commissariaten bij bedrijven en organisaties. Zo was hij van 2004 tot 2013 lid van de Raad van bestuur van het Belgische Telenet.
Per 1 januari 2011 was Friso werkzaam bij URENCO, een consortium dat verrijkt uranium produceert. Hij trad in dienst op het hoofdkantoor in het Engelse Stoke Poges ter voorbereiding op zijn functie als financieel directeur, die op 1 april dat jaar inging. Hij werd tevens lid van de Raad van Bestuur. Op 5 oktober 2012 aanvaardde de Raad van Bestuur van URENCO zijn ontslag. Na overleg met zijn familie waren beide partijen tot de conclusie gekomen dat URENCO continuïteit nodig had en dat Friso binnen afzienbare tijd zijn werkzaamheden niet zou kunnen hervatten nadat hij door het ski-ongeval op 17 februari van dat jaar in een coma was geraakt.
De prins ondersteunde initiatieven om innovatie en techniek te bevorderen, zoals Jet-Net (Jongeren en Technologie Netwerk Nederland), de Stichting Toekomstbeeld der Techniek. Vanaf 2006 tot aan zijn overlijden was hij vice-voorzitter bij de Stichting Biowetenschappen en Maatschappij, die op initiatief van zijn ouders was opgericht. Hij was eerder betrokken bij de Stichting De Avond van Wetenschap & Maatschappij en Witteveen+Bos.

## Maatschappelijke functies
Prins Friso bekleedde de volgende maatschappelijke functies:
- Erevoorzitter Prins Claus Fonds, een positie die hij deelde met zijn jongere broer prins Constantijn
- Lid College van Advies Stichting Christiaan Huygensprijs
- Beschermheer Vereniging De Hollandsche Molen

## Privé

### Roddel
Om hardnekkige geruchten over zijn seksuele geaardheid te ontkennen, bracht Friso op 14 februari 2001 via de Rijksvoorlichtingsdienst (RVD) een officiële verklaring uit, waarin hij meldde "niet homoseksueel, maar heteroseksueel" te zijn. Directeur-generaal Eef Brouwers van de RVD liet weten dat "de prins beweringen dat hij iets zou zijn wat hij niet is, meer dan beu is".

### Huwelijk

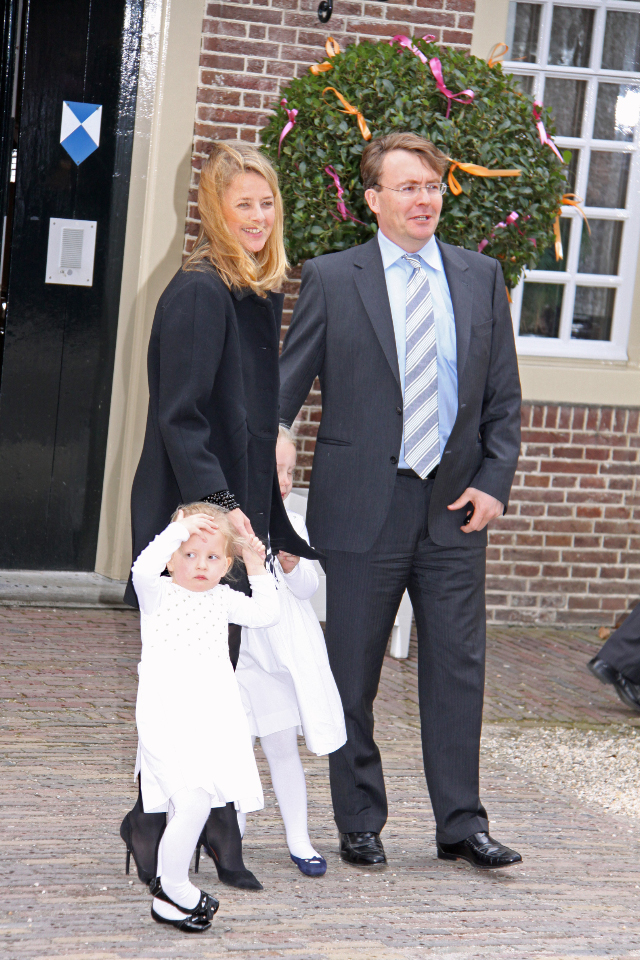
Friso en zijn gezin bij Paleis Het Loo in maart 2010.

Op 7 juli 2002 meldde de RVD dat Mabel Wisse Smit "tot de nauwe vriendenkring van de prins" behoorde. Een jaar later, op 30 juni 2003, volgde de verloving.
Nadat Friso zich verloofd had met Mabel, schreef minister-president Jan Peter Balkenende op 10 oktober 2003 aan het parlement dat Friso en Mabel "onvolledige en onjuiste" informatie hadden gegeven over Mabels contacten met de in 1991 vermoorde drugscrimineel Klaas Bruinsma en dat de regering daarom besloten had voor het voorgenomen huwelijk geen toestemmingswet in te dienen bij de Staten-Generaal.
Friso had naar aanleiding van de controverse een dag eerder schriftelijk aan Balkenende laten weten zelf ook niet meer de Staten-Generaal om toestemming te willen vragen. Hij meldde desondanks toch met Mabel te zullen trouwen.
Friso schreef in het door hem openbaar gemaakte schrijven dat hij en Mabel ten onrechte de indruk hadden gewekt "dat het ging om een oppervlakkige relatie van ongeveer twee en een halve maand in 1989, met daarna nog een enkele ontmoeting". Hij maakte duidelijk dat in tegenstelling tot wat gezegd was, de contacten niet waren beëindigd, nadat Mabel zich bewust was geworden van Bruinsma's criminele activiteiten.
In werkelijkheid, zo gaf Friso toe, betrof het "meer dan een oppervlakkige relatie" en hadden Mabel en Bruinsma gedurende drie maanden in 1989 "regelmatig contact met elkaar". "Toen Mabel zich bewust werd van zijn activiteiten heeft zij in de daarop volgende anderhalf jaar hem nog met enige regelmaat gezien", aldus Friso in zijn brief. "Feit is ook", zo schrijft hij, "dat Mabel meerdere malen gelogeerd heeft bij de heer Bruinsma".
Friso en Mabel trouwden op 24 april 2004 in Delft. Het huwelijksfeest werd sober gevierd in verband met het overlijden van Friso's grootmoeder, prinses Juliana, een maand eerder. In de Oude Kerk zegende dominee Carel ter Linden het huwelijk in. Getuigen van de bruidegom bij de kerkelijke inzegening waren zijn beide broers, zijn vrienden Lodewijk Beijst en Dante Weijerman en zijn nichtje Sophie von der Recke, een dochter van de jongste zuster van prins Claus.
Doordat er voor het huwelijk geen toestemming was gevraagd bij de Staten-Generaal werden hij en zijn eventuele toekomstige afstammelingen op grond van artikel 28 van de Grondwet van de erfopvolging uitgesloten. Op grond van de Wet lidmaatschap koninklijk huis verloor hij daarmee ook het lidmaatschap van het Koninklijk Huis. Tevens verloor hij de titel 'Prins der Nederlanden'. Bij Koninklijk Besluit van 19 maart 2004, nr. 126, is bepaald dat Friso het gebruik van de titel 'Prins van Oranje-Nassau' als persoonsgebonden en niet-erfelijke titel mocht voortzetten, evenals het predicaat 'Koninklijke Hoogheid'. Voorts werd aan prins Friso vanaf het tijdstip van de voltrekking van zijn voorgenomen huwelijk de erfelijke titel van graaf verleend met de geslachtsnaam Van Oranje-Nassau van Amsberg.
Het echtpaar kreeg twee kinderen:
- Emma Luana Ninette Sophie, gravin van Oranje-Nassau, jonkvrouw van Amsberg (26 maart 2005)
- Joanna Zaria Nicoline Milou, gravin van Oranje-Nassau, jonkvrouw van Amsberg (18 juni 2006)

### Gift aan William J. Clinton Foundation
Friso schonk een bedrag van 100.000 tot 250.000 Amerikaanse dollar aan de William J. Clinton Foundation van de voormalige Amerikaanse president Bill Clinton. Het fonds maakte in december 2008 de giften bekend van alle donateurs, maar gaf niet de exacte bedragen. Alleen de orde van grootte werd aangegeven. Wanneer Friso de schenking deed, werd evenmin bekendgemaakt.

### Persoonlijkheid
Friso schuwde de publiciteit en wilde zo weinig mogelijk publieke verplichtingen.
Friso stond bij familie en vrienden erom bekend dat hij heel direct kon zijn en een uitgesproken mening kon hebben.

## Ongeval en overlijden
Tijdens zijn laatste vakantiedag in het Oostenrijkse Lech raakte Friso op 17 februari 2012 met zijn plaatselijke jeugdvriend Florian Moosbrugger bedolven onder een sneeuwlawine. Moosbrugger wist zich te bevrijden, mede doordat hij een lawine-airbag droeg. Doordat Friso een lawinepiep bij zich had, wisten de reddingswerkers waar hij lag. Friso lag onder een laag van veertig centimeter sneeuw. Vijfentwintig minuten na het ongeval werd hij bevrijd. Al die tijd hadden zijn hersens te weinig zuurstof gehad. Ter plekke werd hij gedurende vijftig minuten gereanimeerd. Toen zijn hart weer begon te kloppen, werd hij per helikopter naar het Landeskrankenhaus in Innsbruck gebracht. Friso bevond zich ten tijde van het ongeval in het zogenaamde vrije skigebied, buiten de piste. Het lawinegevaar was die dag 4 op een schaal van 5, wat betekent dat buiten de pistes skiën een groot risico inhoudt. Uit MRI-onderzoek bleek dat Friso door het zuurstofgebrek een ernstige hersenbeschadiging had opgelopen. Hij bevond zich in comateuze toestand. Het was zeer onzeker of hij ooit weer bij bewustzijn zou komen.
Op 1 maart 2012 werd Friso overgebracht naar het Wellington Hospital in zijn woonplaats Londen. De RVD deelde op 19 november 2012 mee dat de prins "sinds kort" (...) "af en toe tekenen" vertoonde "van zeer gering bewustzijn". De overheidsdienst meldde dat de gezondheidstoestand onzeker bleef en dat het medisch team nog steeds "zeer bezorgd" was. Op 9 juli 2013 werd de prins naar Paleis Huis ten Bosch in Den Haag gebracht, aangezien verdere behandeling in het ziekenhuis geen meerwaarde meer zou hebben. Friso verkeerde volgens de RVD tot zijn overlijden in een minimaal-bewuste toestand.
Prins Friso overleed op 12 augustus 2013 op 44-jarige leeftijd in Paleis Huis ten Bosch, volgens de Rijksvoorlichtingsdienst "aan complicaties die zijn opgetreden ten gevolge van de hersenbeschadiging veroorzaakt door zuurstoftekort bij zijn ski-ongeval in Lech, Oostenrijk". Hij werd op 16 augustus 2013 in besloten kring begraven op de Nederlands Hervormde Begraafplaats Hoge Vuurseweg in Lage Vuursche. Voorafgaand was er een besloten rouwplechtigheid in de plaatselijke Stulpkerk, die door dominee Carel ter Linden werd geleid. Alleen familieleden en naasten waren aanwezig. Prins Friso was, sinds de begrafenis van prinses Marianne in 1883, de eerste Oranje die niet werd bijgezet maar begraven. Op 2 november 2013 vond in de Oude Kerk in Delft een besloten herdenkingsbijeenkomst plaats voor familie, vrienden en collega's. Onder de aanwezigen bevonden zich de zanger Bono, ex-secretaris-generaal van de VN Kofi Annan, bisschop Desmond Tutu en het kroonprinselijk paar uit Noorwegen. Er werden onder meer twee liederen gezongen uit de Sahel Opera, die uit een idee van Friso's vader ontstond. Ook Maaike Ouboter heeft haar lied 'Dat ik je mis' opgetreden tijdens de uitvaartplechtigheid. Er zijn geen fotografische beelden gemaakt.

## Kwartierstaat
| Gabriel Ludwig Johann von Amsberg (1822-1899) | Gabriel Ludwig Johann von Amsberg (1822-1899) | Gabriel Ludwig Johann von Amsberg (1822-1899) | Gabriel Ludwig Johann von Amsberg (1822-1899) | Gabriel Ludwig Johann von Amsberg (1822-1899) | Gabriel Ludwig Johann von Amsberg (1822-1899) |                                     |                                     | Leopold von Vieregge (1832-1893)    | Leopold von Vieregge (1832-1893)    | Leopold von Vieregge (1832-1893)    | Leopold von Vieregge (1832-1893)    | Leopold von Vieregge (1832-1893) | Leopold von Vieregge (1832-1893) |                                 |                                 | Julius Ernst von dem Bussche (1827-1882)       | Julius Ernst von dem Bussche (1827-1882)       | Julius Ernst von dem Bussche (1827-1882)       | Julius Ernst von dem Bussche (1827-1882)       | Julius Ernst von dem Bussche (1827-1882)       | Julius Ernst von dem Bussche (1827-1882)       |                                                |                                                | Eberhard von dem Bussche-Ippenburg (1851-1937) | Eberhard von dem Bussche-Ippenburg (1851-1937) | Eberhard von dem Bussche-Ippenburg (1851-1937) | Eberhard von dem Bussche-Ippenburg (1851-1937) | Eberhard von dem Bussche-Ippenburg (1851-1937)  | Eberhard von dem Bussche-Ippenburg (1851-1937)  |                                                 |                                                 | Ernst van Lippe-Biesterfeld (1842-1904)         | Ernst van Lippe-Biesterfeld (1842-1904)         | Ernst van Lippe-Biesterfeld (1842-1904)    | Ernst van Lippe-Biesterfeld (1842-1904)    | Ernst van Lippe-Biesterfeld (1842-1904)    | Ernst van Lippe-Biesterfeld (1842-1904)    |                                       |                                       | Aschwin von Sierstorpff-Cramm (1846-1909) | Aschwin von Sierstorpff-Cramm (1846-1909) | Aschwin von Sierstorpff-Cramm (1846-1909) | Aschwin von Sierstorpff-Cramm (1846-1909) | Aschwin von Sierstorpff-Cramm (1846-1909) | Aschwin von Sierstorpff-Cramm (1846-1909) |                                    |                                    | Frederik Frans II van Mecklenburg-Schwerin (1823-1883) | Frederik Frans II van Mecklenburg-Schwerin (1823-1883) | Frederik Frans II van Mecklenburg-Schwerin (1823-1883) | Frederik Frans II van Mecklenburg-Schwerin (1823-1883) | Frederik Frans II van Mecklenburg-Schwerin (1823-1883) | Frederik Frans II van Mecklenburg-Schwerin (1823-1883) |                                              |                                              | Willem III (1817–1890)                   | Willem III (1817–1890)                   | Willem III (1817–1890)                   | Willem III (1817–1890)                   | Willem III (1817–1890)                   | Willem III (1817–1890)                   |                  |                  |  |  |  |  |  |  |  |  |  |  |  |  |  |  |  |  |  |  |  |  |  |  |  |  |  |  |  |  |  |  |  |  |  |  |  |  |  |  |  |  |  |  |  |  |  |  |
| Gabriel Ludwig Johann von Amsberg (1822-1899) | Gabriel Ludwig Johann von Amsberg (1822-1899) | Gabriel Ludwig Johann von Amsberg (1822-1899) | Gabriel Ludwig Johann von Amsberg (1822-1899) | Gabriel Ludwig Johann von Amsberg (1822-1899) | Gabriel Ludwig Johann von Amsberg (1822-1899) |                                     |                                     | Leopold von Vieregge (1832-1893)    | Leopold von Vieregge (1832-1893)    | Leopold von Vieregge (1832-1893)    | Leopold von Vieregge (1832-1893)    | Leopold von Vieregge (1832-1893) | Leopold von Vieregge (1832-1893) |                                 |                                 | Julius Ernst von dem Bussche (1827-1882)       | Julius Ernst von dem Bussche (1827-1882)       | Julius Ernst von dem Bussche (1827-1882)       | Julius Ernst von dem Bussche (1827-1882)       | Julius Ernst von dem Bussche (1827-1882)       | Julius Ernst von dem Bussche (1827-1882)       |                                                |                                                | Eberhard von dem Bussche-Ippenburg (1851-1937) | Eberhard von dem Bussche-Ippenburg (1851-1937) | Eberhard von dem Bussche-Ippenburg (1851-1937) | Eberhard von dem Bussche-Ippenburg (1851-1937) | Eberhard von dem Bussche-Ippenburg (1851-1937)  | Eberhard von dem Bussche-Ippenburg (1851-1937)  |                                                 |                                                 | Ernst van Lippe-Biesterfeld (1842-1904)         | Ernst van Lippe-Biesterfeld (1842-1904)         | Ernst van Lippe-Biesterfeld (1842-1904)    | Ernst van Lippe-Biesterfeld (1842-1904)    | Ernst van Lippe-Biesterfeld (1842-1904)    | Ernst van Lippe-Biesterfeld (1842-1904)    |                                       |                                       | Aschwin von Sierstorpff-Cramm (1846-1909) | Aschwin von Sierstorpff-Cramm (1846-1909) | Aschwin von Sierstorpff-Cramm (1846-1909) | Aschwin von Sierstorpff-Cramm (1846-1909) | Aschwin von Sierstorpff-Cramm (1846-1909) | Aschwin von Sierstorpff-Cramm (1846-1909) |                                    |                                    | Frederik Frans II van Mecklenburg-Schwerin (1823-1883) | Frederik Frans II van Mecklenburg-Schwerin (1823-1883) | Frederik Frans II van Mecklenburg-Schwerin (1823-1883) | Frederik Frans II van Mecklenburg-Schwerin (1823-1883) | Frederik Frans II van Mecklenburg-Schwerin (1823-1883) | Frederik Frans II van Mecklenburg-Schwerin (1823-1883) |                                              |                                              | Willem III (1817–1890)                   | Willem III (1817–1890)                   | Willem III (1817–1890)                   | Willem III (1817–1890)                   | Willem III (1817–1890)                   | Willem III (1817–1890)                   |                  |                  |  |  |  |  |  |  |  |  |  |  |  |  |  |  |  |  |  |  |  |  |  |  |  |  |  |  |  |  |  |  |  |  |  |  |  |  |  |  |  |  |  |  |  |  |  |  |
|                                               |                                               | Marie von Passow (1831-1904)                  | Marie von Passow (1831-1904)                  | Marie von Passow (1831-1904)                  | Marie von Passow (1831-1904)                  | Marie von Passow (1831-1904)        | Marie von Passow (1831-1904)        |                                     |                                     | Agnes von Gutschmid (1842-1924)     | Agnes von Gutschmid (1842-1924)     | Agnes von Gutschmid (1842-1924)  | Agnes von Gutschmid (1842-1924)  | Agnes von Gutschmid (1842-1924) | Agnes von Gutschmid (1842-1924) |                                                |                                                | Mathilde von Salviati (1832-1892)              | Mathilde von Salviati (1832-1892)              | Mathilde von Salviati (1832-1892)              | Mathilde von Salviati (1832-1892)              | Mathilde von Salviati (1832-1892)              | Mathilde von Salviati (1832-1892)              |                                                |                                                | Barbara von Chelius (1856-1949)                | Barbara von Chelius (1856-1949)                | Barbara von Chelius (1856-1949)                 | Barbara von Chelius (1856-1949)                 | Barbara von Chelius (1856-1949)                 | Barbara von Chelius (1856-1949)                 |                                                 |                                                 | Karoline von Wartensleben (1844-1905)      | Karoline von Wartensleben (1844-1905)      | Karoline von Wartensleben (1844-1905)      | Karoline von Wartensleben (1844-1905)      | Karoline von Wartensleben (1844-1905) | Karoline von Wartensleben (1844-1905) |                                           |                                           | Hedwig von Sierstorpff (1848-1900)        | Hedwig von Sierstorpff (1848-1900)        | Hedwig von Sierstorpff (1848-1900)        | Hedwig von Sierstorpff (1848-1900)        | Hedwig von Sierstorpff (1848-1900) | Hedwig von Sierstorpff (1848-1900) |                                                        |                                                        | Marie van Schwarzburg-Rudolstadt (1850-1922)           | Marie van Schwarzburg-Rudolstadt (1850-1922)           | Marie van Schwarzburg-Rudolstadt (1850-1922)           | Marie van Schwarzburg-Rudolstadt (1850-1922)           | Marie van Schwarzburg-Rudolstadt (1850-1922) | Marie van Schwarzburg-Rudolstadt (1850-1922) |                                          |                                          | Emma (1858–1934)                         | Emma (1858–1934)                         | Emma (1858–1934)                         | Emma (1858–1934)                         | Emma (1858–1934) | Emma (1858–1934) |  |  |  |  |  |  |  |  |  |  |  |  |  |  |  |  |  |  |  |  |  |  |  |  |  |  |  |  |  |  |  |  |  |  |  |  |  |  |  |  |  |  |  |  |  |  |
|                                               |                                               | Marie von Passow (1831-1904)                  | Marie von Passow (1831-1904)                  | Marie von Passow (1831-1904)                  | Marie von Passow (1831-1904)                  | Marie von Passow (1831-1904)        | Marie von Passow (1831-1904)        |                                     |                                     | Agnes von Gutschmid (1842-1924)     | Agnes von Gutschmid (1842-1924)     | Agnes von Gutschmid (1842-1924)  | Agnes von Gutschmid (1842-1924)  | Agnes von Gutschmid (1842-1924) | Agnes von Gutschmid (1842-1924) |                                                |                                                | Mathilde von Salviati (1832-1892)              | Mathilde von Salviati (1832-1892)              | Mathilde von Salviati (1832-1892)              | Mathilde von Salviati (1832-1892)              | Mathilde von Salviati (1832-1892)              | Mathilde von Salviati (1832-1892)              |                                                |                                                | Barbara von Chelius (1856-1949)                | Barbara von Chelius (1856-1949)                | Barbara von Chelius (1856-1949)                 | Barbara von Chelius (1856-1949)                 | Barbara von Chelius (1856-1949)                 | Barbara von Chelius (1856-1949)                 |                                                 |                                                 | Karoline von Wartensleben (1844-1905)      | Karoline von Wartensleben (1844-1905)      | Karoline von Wartensleben (1844-1905)      | Karoline von Wartensleben (1844-1905)      | Karoline von Wartensleben (1844-1905) | Karoline von Wartensleben (1844-1905) |                                           |                                           | Hedwig von Sierstorpff (1848-1900)        | Hedwig von Sierstorpff (1848-1900)        | Hedwig von Sierstorpff (1848-1900)        | Hedwig von Sierstorpff (1848-1900)        | Hedwig von Sierstorpff (1848-1900) | Hedwig von Sierstorpff (1848-1900) |                                                        |                                                        | Marie van Schwarzburg-Rudolstadt (1850-1922)           | Marie van Schwarzburg-Rudolstadt (1850-1922)           | Marie van Schwarzburg-Rudolstadt (1850-1922)           | Marie van Schwarzburg-Rudolstadt (1850-1922)           | Marie van Schwarzburg-Rudolstadt (1850-1922) | Marie van Schwarzburg-Rudolstadt (1850-1922) |                                          |                                          | Emma (1858–1934)                         | Emma (1858–1934)                         | Emma (1858–1934)                         | Emma (1858–1934)                         | Emma (1858–1934) | Emma (1858–1934) |  |  |  |  |  |  |  |  |  |  |  |  |  |  |  |  |  |  |  |  |  |  |  |  |  |  |  |  |  |  |  |  |  |  |  |  |  |  |  |  |  |  |  |  |  |  |
| Wilhelm von Amsberg (1856-1929)               | Wilhelm von Amsberg (1856-1929)               | Wilhelm von Amsberg (1856-1929)               | Wilhelm von Amsberg (1856-1929)               | Wilhelm von Amsberg (1856-1929)               | Wilhelm von Amsberg (1856-1929)               |                                     |                                     | Elise von Vieregge (1866-1951)      | Elise von Vieregge (1866-1951)      | Elise von Vieregge (1866-1951)      | Elise von Vieregge (1866-1951)      | Elise von Vieregge (1866-1951)   | Elise von Vieregge (1866-1951)   |                                 |                                 | Georg von dem Bussche-Haddenhausen (1869-1923) | Georg von dem Bussche-Haddenhausen (1869-1923) | Georg von dem Bussche-Haddenhausen (1869-1923) | Georg von dem Bussche-Haddenhausen (1869-1923) | Georg von dem Bussche-Haddenhausen (1869-1923) | Georg von dem Bussche-Haddenhausen (1869-1923) |                                                |                                                | Gabriëlle Ippenburg (1877-1973)                | Gabriëlle Ippenburg (1877-1973)                | Gabriëlle Ippenburg (1877-1973)                | Gabriëlle Ippenburg (1877-1973)                | Gabriëlle Ippenburg (1877-1973)                 | Gabriëlle Ippenburg (1877-1973)                 |                                                 |                                                 | Bernhard van Lippe-Biesterfeld (1872-1934)      | Bernhard van Lippe-Biesterfeld (1872-1934)      | Bernhard van Lippe-Biesterfeld (1872-1934) | Bernhard van Lippe-Biesterfeld (1872-1934) | Bernhard van Lippe-Biesterfeld (1872-1934) | Bernhard van Lippe-Biesterfeld (1872-1934) |                                       |                                       | Armgard van Sierstorpff-Cramm (1883-1971) | Armgard van Sierstorpff-Cramm (1883-1971) | Armgard van Sierstorpff-Cramm (1883-1971) | Armgard van Sierstorpff-Cramm (1883-1971) | Armgard van Sierstorpff-Cramm (1883-1971) | Armgard van Sierstorpff-Cramm (1883-1971) |                                    |                                    | Hendrik van Mecklenburg-Schwerin (1876-1934)           | Hendrik van Mecklenburg-Schwerin (1876-1934)           | Hendrik van Mecklenburg-Schwerin (1876-1934)           | Hendrik van Mecklenburg-Schwerin (1876-1934)           | Hendrik van Mecklenburg-Schwerin (1876-1934)           | Hendrik van Mecklenburg-Schwerin (1876-1934)           |                                              |                                              | Wilhelmina van Oranje-Nassau (1880-1962) | Wilhelmina van Oranje-Nassau (1880-1962) | Wilhelmina van Oranje-Nassau (1880-1962) | Wilhelmina van Oranje-Nassau (1880-1962) | Wilhelmina van Oranje-Nassau (1880-1962) | Wilhelmina van Oranje-Nassau (1880-1962) |                  |                  |  |  |  |  |  |  |  |  |  |  |  |  |  |  |  |  |  |  |  |  |  |  |  |  |  |  |  |  |  |  |  |  |  |  |  |  |  |  |  |  |  |  |  |  |  |  |
| Wilhelm von Amsberg (1856-1929)               | Wilhelm von Amsberg (1856-1929)               | Wilhelm von Amsberg (1856-1929)               | Wilhelm von Amsberg (1856-1929)               | Wilhelm von Amsberg (1856-1929)               | Wilhelm von Amsberg (1856-1929)               |                                     |                                     | Elise von Vieregge (1866-1951)      | Elise von Vieregge (1866-1951)      | Elise von Vieregge (1866-1951)      | Elise von Vieregge (1866-1951)      | Elise von Vieregge (1866-1951)   | Elise von Vieregge (1866-1951)   |                                 |                                 | Georg von dem Bussche-Haddenhausen (1869-1923) | Georg von dem Bussche-Haddenhausen (1869-1923) | Georg von dem Bussche-Haddenhausen (1869-1923) | Georg von dem Bussche-Haddenhausen (1869-1923) | Georg von dem Bussche-Haddenhausen (1869-1923) | Georg von dem Bussche-Haddenhausen (1869-1923) |                                                |                                                | Gabriëlle Ippenburg (1877-1973)                | Gabriëlle Ippenburg (1877-1973)                | Gabriëlle Ippenburg (1877-1973)                | Gabriëlle Ippenburg (1877-1973)                | Gabriëlle Ippenburg (1877-1973)                 | Gabriëlle Ippenburg (1877-1973)                 |                                                 |                                                 | Bernhard van Lippe-Biesterfeld (1872-1934)      | Bernhard van Lippe-Biesterfeld (1872-1934)      | Bernhard van Lippe-Biesterfeld (1872-1934) | Bernhard van Lippe-Biesterfeld (1872-1934) | Bernhard van Lippe-Biesterfeld (1872-1934) | Bernhard van Lippe-Biesterfeld (1872-1934) |                                       |                                       | Armgard van Sierstorpff-Cramm (1883-1971) | Armgard van Sierstorpff-Cramm (1883-1971) | Armgard van Sierstorpff-Cramm (1883-1971) | Armgard van Sierstorpff-Cramm (1883-1971) | Armgard van Sierstorpff-Cramm (1883-1971) | Armgard van Sierstorpff-Cramm (1883-1971) |                                    |                                    | Hendrik van Mecklenburg-Schwerin (1876-1934)           | Hendrik van Mecklenburg-Schwerin (1876-1934)           | Hendrik van Mecklenburg-Schwerin (1876-1934)           | Hendrik van Mecklenburg-Schwerin (1876-1934)           | Hendrik van Mecklenburg-Schwerin (1876-1934)           | Hendrik van Mecklenburg-Schwerin (1876-1934)           |                                              |                                              | Wilhelmina van Oranje-Nassau (1880-1962) | Wilhelmina van Oranje-Nassau (1880-1962) | Wilhelmina van Oranje-Nassau (1880-1962) | Wilhelmina van Oranje-Nassau (1880-1962) | Wilhelmina van Oranje-Nassau (1880-1962) | Wilhelmina van Oranje-Nassau (1880-1962) |                  |                  |  |  |  |  |  |  |  |  |  |  |  |  |  |  |  |  |  |  |  |  |  |  |  |  |  |  |  |  |  |  |  |  |  |  |  |  |  |  |  |  |  |  |  |  |  |  |
|                                               |                                               |                                               |                                               |                                               |                                               |                                     |                                     |                                     |                                     |                                     |                                     |                                  |                                  |                                 |                                 |                                                |                                                |                                                |                                                |                                                |                                                |                                                |                                                |                                                |                                                |                                                |                                                |                                                 |                                                 |                                                 |                                                 |                                                 |                                                 |                                            |                                            |                                            |                                            |                                       |                                       |                                           |                                           |                                           |                                           |                                           |                                           |                                    |                                    |                                                        |                                                        |                                                        |                                                        |                                                        |                                                        |                                              |                                              |                                          |                                          |                                          |                                          |                                          |                                          |                  |                  |  |  |  |  |  |  |  |  |  |  |  |  |  |  |  |  |  |  |  |  |  |  |  |  |  |  |  |  |  |  |  |  |  |  |  |  |  |  |  |  |  |  |  |  |  |  |
|                                               |                                               |                                               |                                               |                                               |                                               | Claus Felix von Amsberg (1890-1953) | Claus Felix von Amsberg (1890-1953) | Claus Felix von Amsberg (1890-1953) | Claus Felix von Amsberg (1890-1953) | Claus Felix von Amsberg (1890-1953) | Claus Felix von Amsberg (1890-1953) |                                  |                                  |                                 |                                 |                                                |                                                | Gösta von dem Bussche-Haddenhausen (1902-1996) | Gösta von dem Bussche-Haddenhausen (1902-1996) | Gösta von dem Bussche-Haddenhausen (1902-1996) | Gösta von dem Bussche-Haddenhausen (1902-1996) | Gösta von dem Bussche-Haddenhausen (1902-1996) | Gösta von dem Bussche-Haddenhausen (1902-1996) |                                                |                                                |                                                |                                                |                                                 |                                                 |                                                 |                                                 |                                                 |                                                 |                                            |                                            |                                            |                                            | Bernhard (1911-2004)                  | Bernhard (1911-2004)                  | Bernhard (1911-2004)                      | Bernhard (1911-2004)                      | Bernhard (1911-2004)                      | Bernhard (1911-2004)                      |                                           |                                           |                                    |                                    |                                                        |                                                        | Juliana (1909-2004)                                    | Juliana (1909-2004)                                    | Juliana (1909-2004)                                    | Juliana (1909-2004)                                    | Juliana (1909-2004)                          | Juliana (1909-2004)                          |                                          |                                          |                                          |                                          |                                          |                                          |                  |                  |  |  |  |  |  |  |  |  |  |  |  |  |  |  |  |  |  |  |  |  |  |  |  |  |  |  |  |  |  |  |  |  |  |  |  |  |  |  |  |  |  |  |  |  |  |  |
|                                               |                                               |                                               |                                               |                                               |                                               | Claus Felix von Amsberg (1890-1953) | Claus Felix von Amsberg (1890-1953) | Claus Felix von Amsberg (1890-1953) | Claus Felix von Amsberg (1890-1953) | Claus Felix von Amsberg (1890-1953) | Claus Felix von Amsberg (1890-1953) |                                  |                                  |                                 |                                 |                                                |                                                | Gösta von dem Bussche-Haddenhausen (1902-1996) | Gösta von dem Bussche-Haddenhausen (1902-1996) | Gösta von dem Bussche-Haddenhausen (1902-1996) | Gösta von dem Bussche-Haddenhausen (1902-1996) | Gösta von dem Bussche-Haddenhausen (1902-1996) | Gösta von dem Bussche-Haddenhausen (1902-1996) |                                                |                                                |                                                |                                                |                                                 |                                                 |                                                 |                                                 |                                                 |                                                 |                                            |                                            |                                            |                                            | Bernhard (1911-2004)                  | Bernhard (1911-2004)                  | Bernhard (1911-2004)                      | Bernhard (1911-2004)                      | Bernhard (1911-2004)                      | Bernhard (1911-2004)                      |                                           |                                           |                                    |                                    |                                                        |                                                        | Juliana (1909-2004)                                    | Juliana (1909-2004)                                    | Juliana (1909-2004)                                    | Juliana (1909-2004)                                    | Juliana (1909-2004)                          | Juliana (1909-2004)                          |                                          |                                          |                                          |                                          |                                          |                                          |                  |                  |  |  |  |  |  |  |  |  |  |  |  |  |  |  |  |  |  |  |  |  |  |  |  |  |  |  |  |  |  |  |  |  |  |  |  |  |  |  |  |  |  |  |  |  |  |  |
|                                               |                                               |                                               |                                               |                                               |                                               |                                     |                                     |                                     |                                     |                                     |                                     |                                  |                                  |                                 |                                 |                                                |                                                |                                                |                                                |                                                |                                                |                                                |                                                |                                                |                                                |                                                |                                                |                                                 |                                                 |                                                 |                                                 |                                                 |                                                 |                                            |                                            |                                            |                                            |                                       |                                       |                                           |                                           |                                           |                                           |                                           |                                           |                                    |                                    |                                                        |                                                        |                                                        |                                                        |                                                        |                                                        |                                              |                                              |                                          |                                          |                                          |                                          |                                          |                                          |                  |                  |  |  |  |  |  |  |  |  |  |  |  |  |  |  |  |  |  |  |  |  |  |  |  |  |  |  |  |  |  |  |  |  |  |  |  |  |  |  |  |  |  |  |  |  |  |  |
|                                               |                                               |                                               |                                               |                                               |                                               |                                     |                                     |                                     |                                     |                                     |                                     |                                  |                                  |                                 |                                 | Claus van Amsberg (1926-2002)                  | Claus van Amsberg (1926-2002)                  | Claus van Amsberg (1926-2002)                  | Claus van Amsberg (1926-2002)                  | Claus van Amsberg (1926-2002)                  | Claus van Amsberg (1926-2002)                  |                                                |                                                |                                                |                                                |                                                |                                                |                                                 |                                                 |                                                 |                                                 |                                                 |                                                 |                                            |                                            |                                            |                                            |                                       |                                       | Beatrix (1938-)                           | Beatrix (1938-)                           | Beatrix (1938-)                           | Beatrix (1938-)                           | Beatrix (1938-)                           | Beatrix (1938-)                           |                                    |                                    |                                                        |                                                        |                                                        |                                                        |                                                        |                                                        |                                              |                                              |                                          |                                          |                                          |                                          |                                          |                                          |                  |                  |  |  |  |  |  |  |  |  |  |  |  |  |  |  |  |  |  |  |  |  |  |  |  |  |  |  |  |  |  |  |  |  |  |  |  |  |  |  |  |  |  |  |  |  |  |  |
|                                               |                                               |                                               |                                               |                                               |                                               |                                     |                                     |                                     |                                     |                                     |                                     |                                  |                                  |                                 |                                 | Claus van Amsberg (1926-2002)                  | Claus van Amsberg (1926-2002)                  | Claus van Amsberg (1926-2002)                  | Claus van Amsberg (1926-2002)                  | Claus van Amsberg (1926-2002)                  | Claus van Amsberg (1926-2002)                  |                                                |                                                |                                                |                                                |                                                |                                                |                                                 |                                                 |                                                 |                                                 |                                                 |                                                 |                                            |                                            |                                            |                                            |                                       |                                       | Beatrix (1938-)                           | Beatrix (1938-)                           | Beatrix (1938-)                           | Beatrix (1938-)                           | Beatrix (1938-)                           | Beatrix (1938-)                           |                                    |                                    |                                                        |                                                        |                                                        |                                                        |                                                        |                                                        |                                              |                                              |                                          |                                          |                                          |                                          |                                          |                                          |                  |                  |  |  |  |  |  |  |  |  |  |  |  |  |  |  |  |  |  |  |  |  |  |  |  |  |  |  |  |  |  |  |  |  |  |  |  |  |  |  |  |  |  |  |  |  |  |  |
|                                               |                                               |                                               |                                               |                                               |                                               |                                     |                                     |                                     |                                     |                                     |                                     |                                  |                                  |                                 |                                 |                                                |                                                |                                                |                                                |                                                |                                                |                                                |                                                |                                                |                                                |                                                |                                                |                                                 |                                                 |                                                 |                                                 |                                                 |                                                 |                                            |                                            |                                            |                                            |                                       |                                       |                                           |                                           |                                           |                                           |                                           |                                           |                                    |                                    |                                                        |                                                        |                                                        |                                                        |                                                        |                                                        |                                              |                                              |                                          |                                          |                                          |                                          |                                          |                                          |                  |                  |  |  |  |  |  |  |  |  |  |  |  |  |  |  |  |  |  |  |  |  |  |  |  |  |  |  |  |  |  |  |  |  |  |  |  |  |  |  |  |  |  |  |  |  |  |  |
|                                               |                                               |                                               |                                               |                                               |                                               |                                     |                                     |                                     |                                     |                                     |                                     |                                  |                                  |                                 |                                 |                                                |                                                |                                                |                                                |                                                |                                                |                                                |                                                |                                                |                                                |                                                |                                                |                                                 |                                                 |                                                 |                                                 |                                                 |                                                 |                                            |                                            |                                            |                                            |                                       |                                       |                                           |                                           |                                           |                                           |                                           |                                           |                                    |                                    |                                                        |                                                        |                                                        |                                                        |                                                        |                                                        |                                              |                                              |                                          |                                          |                                          |                                          |                                          |                                          |                  |                  |  |  |  |  |  |  |  |  |  |  |  |  |  |  |  |  |  |  |  |  |  |  |  |  |  |  |  |  |  |  |  |  |  |  |  |  |  |  |  |  |  |  |  |  |  |  |
|                                               |                                               |                                               |                                               |                                               |                                               |                                     |                                     |                                     |                                     |                                     |                                     |                                  |                                  |                                 |                                 |                                                |                                                | Willem-Alexander (1967-)                       | Willem-Alexander (1967-)                       | Willem-Alexander (1967-)                       | Willem-Alexander (1967-)                       | Willem-Alexander (1967-)                       | Willem-Alexander (1967-)                       |                                                |                                                |                                                |                                                | Friso van Oranje-Nassau van Amsberg (1968-2013) | Friso van Oranje-Nassau van Amsberg (1968-2013) | Friso van Oranje-Nassau van Amsberg (1968-2013) | Friso van Oranje-Nassau van Amsberg (1968-2013) | Friso van Oranje-Nassau van Amsberg (1968-2013) | Friso van Oranje-Nassau van Amsberg (1968-2013) |                                            |                                            |                                            |                                            | Constantijn der Nederlanden (1969-)   | Constantijn der Nederlanden (1969-)   | Constantijn der Nederlanden (1969-)       | Constantijn der Nederlanden (1969-)       | Constantijn der Nederlanden (1969-)       | Constantijn der Nederlanden (1969-)       |                                           |                                           |                                    |                                    |                                                        |                                                        |                                                        |                                                        |                                                        |                                                        |                                              |                                              |                                          |                                          |                                          |                                          |                                          |                                          |                  |                  |  |  |  |  |  |  |  |  |  |  |  |  |  |  |  |  |  |  |  |  |  |  |  |  |  |  |  |  |  |  |  |  |  |  |  |  |  |  |  |  |  |  |  |  |  |  |

## Onderscheidingen
Prins Friso ontving de volgende onderscheidingen:
- Ridder Grootkruis in de Orde van de Nederlandse Leeuw
- Ridder Grootkruis in de Huisorde van Oranje
- Ridder in de Huisorde van de Gouden Leeuw van Nassau